# Nezim Frakulla
Nezim Frakulla, más néven Nezim Berati vagy Ibrahim Nezimi (Frakull, 1680 körül – Konstantinápoly, 1760) albán költő, a muzulmán tradíciójú bejtedzsi irodalom úttörő alakja.

## Élete
A Fier melletti Frakullban, földbirtokos családban született. A berati medreszében kezdte meg tanulmányait, majd Konstantinápolyban tanult, s itt írta meg első, török, perzsa és arab nyelvű verseit. 1731 körül telepedett le a közép-albániai Beratban, a korabeli Albánia muzulmán kulturális fellegvárában. 1731 és 1735 között Frakulla egy divánra való verset írt albán nyelven, s befejezte versformában megírt albán–török szótárát is. Ugyanebben az időben alkotott Beratban a bejtedzsi irodalom másik jelentős alakja, Mulla Ali, a város muftija is. Művészi rivalizálásuk következményeként Frakulla előbb Elbasanban, majd Besszarábiában telepedett le. Életében még egyszer visszatért Beratba, de Konstantinápolyban halt meg.

## Életműve
Frakulla albán nyelvű, de arab írással írott divánjának egésze nem maradt fenn az utókor számára, mindössze száztíz verse ismert. Szerzőségük beazonosítását megnehezíti, hogy Frakulla műveit név nélkül írta meg. Némelyik költeménye folklorizálódott és megzenésített formában évszázadokig maradt fenn a népköltészetben. Költeményei között találhatóak helyi pasákat és hadjáratokat dicsőítő énekek (panegürikoszok), barátaihoz és patrónusaihoz intézett ódák, a tavaszt megjelenítő természetleíró költemények, vallásos versek és mindenekelőtt szerelmi líra, férfiszeretőihez való vonzódásáról és szenvedélyük megszűnéséről szóló versek. Ez utóbbi körbe tartozó költeményei a divánköltők legkedveltebb műformájában íródtak, az arab, perzsa és török költészet hagyományait követő, metaforákban bővelkedő gazelek (négy-tizenöt bejtből felépülő versforma). Frakulla szerelmi vágyódásának tárgya legtöbb versében tulajdon unokaöccse.

## Művei
- Këjo dynja m'u urrye. Poezi. Tiranë: Drita, 2003